# Volni (Kanevskaya, Krasnodar)
Volni (del ruso: Вольный) es un jútor del raión de Kanevskaya del krai de Krasnodar del sur de Rusia. Está situado en la orilla derecha del limán  Sladki del Beisug, 22 km al noroeste de Kanevskaya y 131 km al norte de Krasnodar, la capital del krai. Tenía 36 habitantes en 2010.
Pertenece al municipio Novodereviánkovskoye.